# Anton Kurz (Politiker)
Anton Kurz (* 1772 in Großostheim bei Aschaffenburg, Kurfürstentum Bayern; † 1849) war ein deutscher Jurist und Politiker.

## Leben
Kurz studierte in Würzburg und Mainz. 1796 wurde er Advokat in Aschaffenburg, dann Friedensrichter und Notar in Kirchheimbolanden. 1814 war er in der Landesadministration am Rhein tätig. 
1819 wurde er für den Rheinkreis in der Klasse V in die Kammer der Abgeordneten des Bayerischen Landtages gewählt. Er war dort im 1. und 2. Landtag bis 1822 in der liberalen Opposition.
Zwischen 1818 und 1843 war er 6. Regierungsrat in der Kammer des Inneren des Rheinkreises. 1843 wurde er wegen seines doktrinär-liberalen Auftretens unehrenhaft in den Ruhestand versetzt. Er starb sechs Jahre später.